# KompoZer
KompoZer és un editor de pàgines web de codi obert (discontinuat el 2007 encara que accessible a SourceForge) que combina arxius web manejables i de fàcil ús amb un editor de pàgines WYSIWYG.
Hi ha formats binaris disponibles per GNU/Linux, Windows, MacOSX i US/2.Al març de 2007 va ser comentat en Download.com, que el va considerar una de les millors alternatives lliures a Adobe CS3, i el va comparar favorablement amb Adobe Dreamweaver.
El següent llançament, KompoZer 0.8, fou actualitzat a Gecko 1.8.1, i el codi fou finalitzat després de les proves. La primera versió pública alfa de KompoZer 0.8 fou publicada l'11 de febrer de 2009 i va oferir una nova interfície d'usuari. Les capacitats WYSIWYG de KompoZer són una de les principals atraccions del programa. Addicionalment, KompoZer permet l'edició directa de codi així com una opció de vista dividida de codi gràfic.

## Conformitat amb els estàndards
KompoZer compleix amb els estàndards web de W3C. Per defecte, les pàgines són creades d'acord amb HTML 4.01 Strict i usen les fulles d'estil en cascada (CSS) per a l'estil, però l'usuari pot canviar els ajustos i triar entre:
- DTD estricte i transicional
- HTML 4.01 i XHTML 1.0
- Emprar "CSS styling" o basat en el vell estil

L'aplicació inclou un validador HTML incorporat, que puja les pàgines al W3C Markup Validation Service i les comprova per saber si hi ha conformitat.

## Versions
- Versions estables
  - Versió 0.7.10, publicada el 5 de setembre de 2007.
  - Versió 0.7.9, publicada el 14 de juliol de 2007.
  - Versió 0.7.7, publicada el 23 de juliol de 2006.
  - Versió 0.7.5, publicada el 14 de juliol de 2006.
  - Versió 0.7.1, publicada el 8 de juliol de 2006.

- Versions inestables:
  - Versió 0.8 beta3, publicada el 2 de març de 2010.